# Melodifestivalen 1985

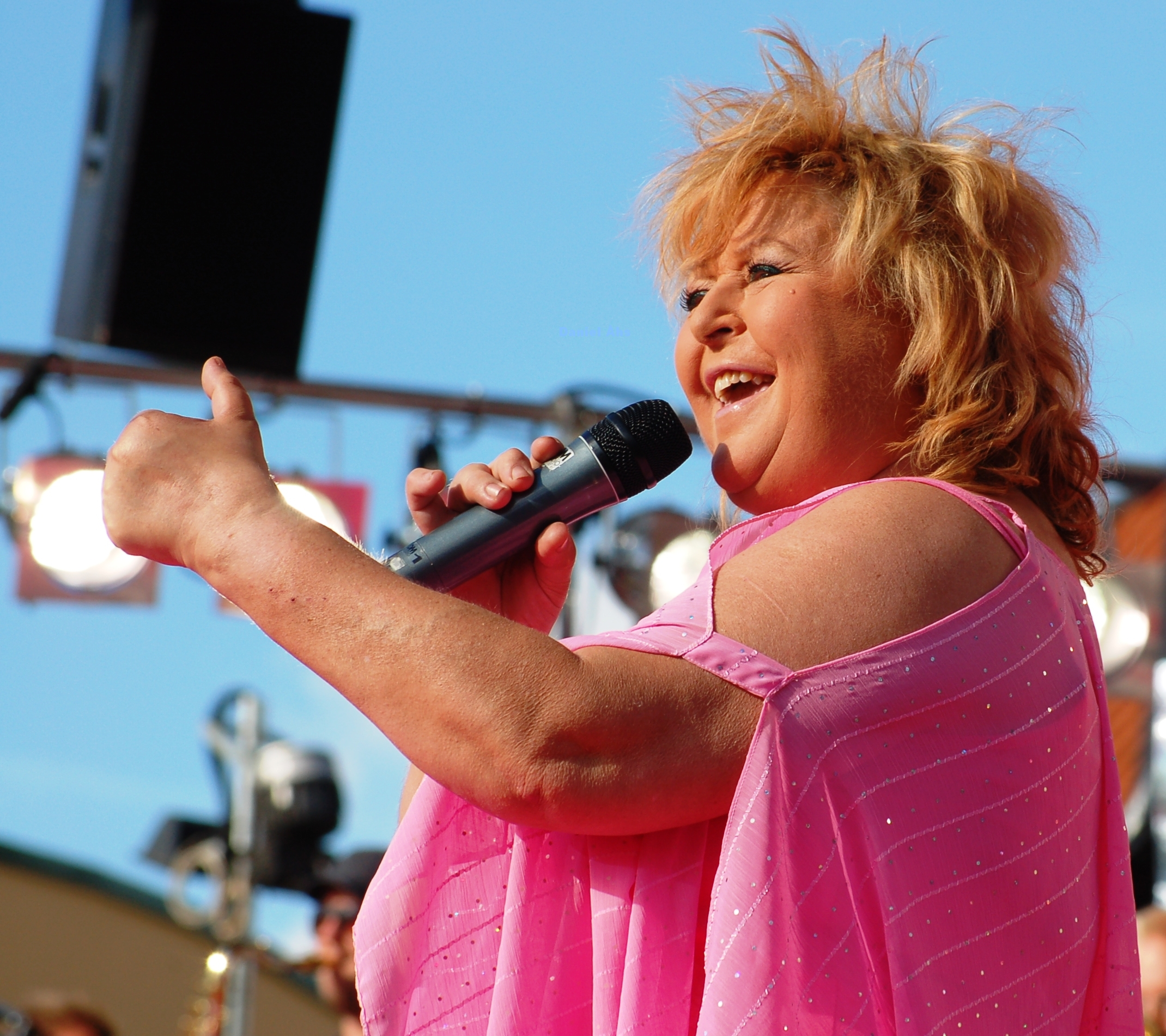
Kikki Danielsson cantando Bra vibrationer, Melodifestivalen 1985

El Melodifestivalen 1985 fue organizado el 2 de marzo de 1985 en los estudios de televisión de Malmö. La presentadora del evento fue la Miss Suecia 1980, Eva Andersson. 
Por primera vez, y por razones económicas, no se utilizó orquesta, estando toda la música pregrabada. 
La gran favorita era la cantante de 17 años, Pernilla Wahlgren, que terminó en cuarta posición pero tuvo un gran éxito en toda Suecia con su tema. En una encuesta llevada a cabo por el periódico Expressen, había sido elegida como la virtual ganadora por el 85% de las llamadas realizadas por sus lectores.
| Nr. | Artista           | Canción               | Texto/Música                                       | Puntos | Posición |
| --- | ----------------- | --------------------- | -------------------------------------------------- | ------ | -------- |
| 1   | Kikki Danielsson  | Bra vibrationer       | Lasse Holm y Ingela 'Pling' Forsman                | 56     | 1        |
| 2   | Susanne Frölén    | Vänner                | Claes Buhre y Olle Bergman                         | -      | -        |
| 3   | Göran Folkestad   | Eld och lågor         | Göran Folkestad y Monica Forsberg                  | 35     | 3        |
| 4   | Ritz              | Nu har det hänt igen  | Peter Wanngren y Monica Forsberg                   | -      | -        |
| 5   | Per-Erik Hallin   | Morgonluft            | Per-Erik Hallin                                    | -      | -        |
| 6   | Bel Air           | 1 + 1 = 2             | Christer Bjärehag y Ingela 'Pling' Forsman         | -      | -        |
| 7   | Li Berg           | Jag vet hur det känns | Dick Berglund y Ingela 'Pling' Forsman             | 20     | 5        |
| 8   | Dan Tillberg      | Ta min hand           | Dan Tillberg, Svante Persson och Cecilia von Melen | 49     | 2        |
| 9   | Stefan Borsch     | Sjung din sång        | Martin Contra y Björn Frisén                       | -      | -        |
| 10  | Pernilla Wahlgren | Piccadilly Circus     | Lars Andersson y Bruno Glenmark                    | 29     | 4        |

## Sistema de Votación
Durante la pausa musical, el jurado elegía cinco finalistas. Dichos jurados (organizados por grupos de edad) otorgaban votaciones de 1, 2, 4, 6 a 8 a cada canción.
| Artista           | 15-20 | 20-25 | 25-30 | 30-35 | 35-40 | 40-45 | 45-50 | 50-55 | 55-60 | Total | Posición |
| ----------------- | ----- | ----- | ----- | ----- | ----- | ----- | ----- | ----- | ----- | ----- | -------- |
| Kikki Danielsson  | 6     | 8     | 6     | 8     | 6     | 8     | 4     | 2     | 8     | 56    | 1        |
| Dan Tillberg      | 4     | 6     | 8     | 4     | 8     | 2     | 8     | 8     | 1     | 49    | 2        |
| Göran Folkestad   | 2     | 1     | 4     | 6     | 4     | 6     | 6     | 4     | 2     | 35    | 3        |
| Pernilla Wahlgren | 8     | 2     | 2     | 2     | 1     | 1     | 1     | 6     | 6     | 29    | 4        |
| Li Berg           | 1     | 4     | 1     | 1     | 2     | 4     | 2     | 1     | 4     | 20    | 5        |